# 아르고나인
아르고나인은 1998년부터 설립하였으며, 국내외 출판 브랜드를 만들기 위해 노력하고 있다. 아르고나인 본사는 서울특별시 구로구에 위치해 두고 있다.

## 브랜드
- 아르고나인미디어그룹
- 아르고나인
- 생각정리연구소
- 봄봄스쿨

## 웹사이트
- 아르고나인 공식 쇼핑몰